# Ивлин
Ивлин (на френски: Yvelines) е департамент в регион Ил дьо Франс, северна Франция. Образуван е през 1968 година от средните части на дотогавашния департамент Сен е Оаз и получава името на местна гора. Площта му е 2284 km², а населението – 1 407 560 души (2009). Административен център е град Версай.